# Abey
Abey est un prénom féminin.

## Sens et origine du prénom
- Prénom féminin d'origine nord-amérindienne [1].
- Prénom qui signifie "feuille" chez les omahas, un peuple sioux. Le mot vient de l'omaha-ponca ’ábe.

## Prénom de personnes célèbres et fréquence
- Prénom aujourd'hui peu usité aux États-Unis[2].
- Prénom qui n'a jamais été donné en France[3].